# Полум'я (фільм, 1974)
«Полум'я» (рос. «Пламя») — білоруський радянський художній фільм 1974 року режисера Віталія Четверикова.
В основі сюжету — реальні події, що відбувалися в часи німецько-радянської війни на території Білорусі.

## Сюжет
Травень 1944 року. Білорусь окупована фашистами. Партизанське з'єднання має забезпечити наступ 1-го Білоруського і Прибалтійського фронтів...

## У ролях
- Юрій Каюров
- Леонід Неведомський
- Антанас Шурна
- Михайло Глузський
- Петро Глєбов
- Володимир Козел
- Євген Шутов
- Роман Хомятов
- Афанасій Федоров
- Віталій Базін
- Олександр Харитонов
- Тетяна Федорова
- Володимир Івашов
- Андро Кобаладзе
- Ханньо Хассе
- Генрікас Кураускас
- Юозас Рігертас
- Леонас Цюніс
- Віктор Тарасов
- Бронюс Бабкаускас
- Вадим Вільський
- Геннадій Гарбук
- Геннадій Овсянников
- Леонід Данчішін
- Юрій Ступаков
- Михайло Матвєєв
- Леонід Крюк
- Ю. Косковський
- Юрій Баталов
- Павло Кормунін
- Микола Єременко
- Юрій Сидоров
- Світлана Некипелова
- Іван Жаров
- Любов Малиновська
- Ростислав Янковський

## Творча група
- Сценарій: Геннадій Буравкін, Федір Конєв, Володимир Халіп
- Режисер: Віталій Четвериков
- Оператор: Борис Оліфер
- Композитор: Олексій Муравльов